# Cambridge Structural Database
Cambridge Structural Database (CSD) – krystalograficzna baza danych małych cząsteczek związków organicznych i metaloorganicznych.
Od 1965 roku baza CSD gromadzi dane bibliograficzne, chemiczne oraz krystalograficzne struktur 3D wyznaczonych głównie metodami rentgenografii strukturalnej. Dane pochodzą z badań monokryształów (sporadycznie polikryształów) i zawierają takie informacje jak nazwa związku, wzór sumaryczny, grupa przestrzenna kryształu, parametry komórki elementarnej i współrzędne atomowe. Informacje te deponuje się w bazie w formacie CIF.
8 czerwca 2019 w CSD zdeponowano łącznie milion struktur krystalicznych. W maju 2025 baza zawierała 1336680 struktur, z czego 45% stanowią struktury organiczne, a 55% metaloorganiczne.
CSD nie gromadzi informacji o polipeptydach i polisacharydach zawierających więcej niż 24 człony, oligonukleotydach, związkach nieorganicznych, metalach i stopach.